# American Rabbit Breeders' Association
L’American Rabbit Breeders’ Association (ARBA) est une association  nationale américaine regroupant les éleveurs de lapins et de cobayes. Elle siège à Bloomington dans l'Illinois.
L'ARBA promeut l'élevage du lapin tant pour les exhibitions que pour la production réelle. Elle reconnaît 51 races de lapin en date du 2 novembre 2022 et 13 races de cobaye. Elle fixe le standard pour chacune de ces races.
Cette association organise des concours dans tous les États-Unis pour regrouper les éleveurs et leur donner l'occasion de voir leurs animaux se faire juger en fonction de leur conformité aux standards de la race qu'ils représentent. Tous les ans a lieu un rassemblement national.